# Острогорский, Моисей Яковлевич
Моисе́й Я́ковлевич Острого́рский (1854, Бельский уезд, Гродненская губерния — 10 февраля 1921, Петроград) — русский политолог, историк, юрист, социолог. Некоторые источники называют другие даты его рождения (1852) и смерти (1919). Старший брат А. Я. Острогорского.

## Образование
Родился в 1854 году в Бельском уезде Гродненской губернии в семье учителя. Окончил юридический факультет Императорского Санкт-Петербургского университета и парижскую Свободную школу политических наук (École libre de sciences politiques), где написал диссертацию Les origines du suffrage universel («О происхождении всеобщего избирательного права» 1885).

## Государственная служба и политическая деятельность
Некоторое время служил в Министерстве юстиции. В 1906 был членом I Государственной думы от Гродненской губернии; принимал деятельное участие в работах по составлению наказа Государственной думы от Гродненской губернии, в работе по составлению наказа Государственной думы и в деятельности комиссии о личной неприкосновенности; оставаясь беспартийным, обычно голосовал вместе с кадетами. На пленарном заседании выступил с речью о белостокском погроме. В момент роспуска Думы находился в Лондоне как делегат от Думы на межпарламентской конференции (после роспуска Думы выпустил книгу «Деятельность Острогорского в I Государственной думе», СПб., 1906). К политической деятельности более не возвращался, некоторое время жил за границей.
После ухода из политики преподавал в Психоневрологическом институте в Петербурге.

## Историк
Составил ряд учебных книг (пособий), выдержавших много изданий, среди которых:
- Хронология русской истории. СПб., 1872
- Хронология всеобщей и русской истории. СПб., 1873
- Краткая хронология всеобщей и русской истории. СПб., 1873
- История России для народных училищ
- Учебник русской истории для III класса гимназий. СПб., 1891

## Юрист
С 1876 ежегодно издавал «Юридический Календарь». Автор исследования, обобщавшего кассационную практику («Кассационная практика за год», СПб, 1881).

## Политолог
Автор книги, посвященной проблемам женского равноправия: La Femme au point de vue du droit public (Париж, 1892, 2-е английское издание, Лондон, 1908; немецкий перевод, Лейпциг, 1897, польский перевод, Варшава, 1898).
Главный его труд: La democratie et l’organisation des partis politiques (Париж, 1903; английское издание, Лондон, 1903; переработка 2-го тома под заглавием Democracy and the party system in the United States, Нью-Йорк, 1910; новое переработанное издание всего труда под заглавием La democratie et les partis politiques, «Демократия и политические партии», Париж, 1912). Эта книга была переиздана в советский (в двух томах — М., 1927, М.,1930) и постсоветский (М., 1997) периоды российской истории. К главному труду Острогорского примыкала серия его статей о новейшей эволюции английского государственного строя в «Вестнике Европы» (1913, 9 — 12), в 1916 изданная отдельной книгой.
В аннотации к изданию книги «Демократия и политические партии» (1997) сказано: «Классический труд Острогорского впервые раскрыл механизм власти и управления в современном обществе, показав противоречие принципов демократии и реального функционирования политических партий. Быстрый переход от традиционного общества к демократии, превративший массы в реальный фактор политического процесса, создал возможность нового авторитаризма — демократического цезаризма, использующего демократические формы для утверждения антиправового режима, обоснования власти меньшинства партийной олигархии над большинством. Острогорский первым установил связь таких параметров современного развития как переход к массовому обществу и возможность манипуляции волей избирателей, взаимоотношение масс и политических партий, бюрократизация и формализация самих этих партий в условиях жесткой конкуренции в ходе борьбы за власть. Все эти тенденции выражаются в возникновении особой политической машины, позволяющей лидерам сосредоточить власть над партийными структурами».
Как политический мыслитель, получил признание на Западе раньше, чем в России, оказал существенное влияние на мировую политическую мысль XX века. Наряду с Максом Вебером и Робертом Михельсом, считается одним из основателей политической социологии, в первую очередь, такой её области, как учения о политических партиях.